# Station Volmerange-les-Mines
Station Volmerange-les-Mines (Frans: Gare Volmerange-les-Mines) is een spoorwegstation in de Franse plaats en gemeente Volmerange-les-Mines.
Het station is het eindpunt van de lijn 6b, (Bettembourg - Volmerange-les-Mines). Het wordt beheerd door de Luxemburgse vervoerder CFL.
Hoewel het station buiten Luxemburg ligt, wordt het door CFL wel beschouwd als Luxemburgs station, omdat het station als eindpunt van een Luxemburgse lijn dient. Het station valt binnen het Luxemburgse tariefsysteem, wat betekent dat enkel voor de eerste klas betaald dient te worden; reizen in de tweede klas is vanaf dit station, zoals in heel Luxemburg, gratis.

## Treindienst
| Serie   | Treinsoort             | Route                              | Bijzonderheden             |
| ------- | ---------------------- | ---------------------------------- | -------------------------- |
| RE 6500 | Regional-Express (CFL) | Luxemburg – Volmerange-les-Mines   | Rijdt alleen op werkdagen. |
| RB 6100 | Regionalbahn (CFL)     | Bettembourg – Volmerange-les-Mines | Rijdt niet op zondag.      |

CFL Lijn 6 en 6a:
Luxemburg · Luxembourg-Howald · Howald · Fentange · Berchem · Bettembourg · Noertzange · Schifflange · Esch-sur-Alzette · Belval-Université · Belval-Lycée · Belval-Rédange · Belvaux-Soleuvre · Oberkorn · Differdange · Niederkorn · Pétange · Lamadeleine · Rodange 

CFL Lijn 6b: Bettembourg · Dudelange-Burange · Dudelange-Ville · Dudelange-Centre · Dudelange-Usines · Volmerange-les-Mines

CFL Lijn 6c: Noertzange · Kayl · Tétange · Rumelange · Rumelange-Ottange

CFL Lijn 6e: Esch-sur-Alzette · La Hoehl · Audun-le-Tiche
Zie ook: CFL Lijn 1 · CFL Lijn 2 · CFL Lijn 3 · CFL Lijn 4 · CFL Lijn 5 · CFL Lijn 7